# Dead Star/In Your World
Dead Star/In Your World è un singolo del gruppo musicale britannico Muse, pubblicato il 17 giugno 2002 come unico estratto dalla raccolta Hullabaloo Soundtrack.

## Descrizione
Dead Star, contrariamente alla maggior parte della produzione dei Muse, è caratterizzato da melodie estremamente distorte tendenti all'hard rock. Durante il pezzo si possono sentire degli effetti respiratori lasciati nella registrazione finale. Di carattere opposto è In Your World, caratterizzato da un assolo di chitarra iniziale ispirato al compositore Johann Sebastian Bach, con riferimento particolare alla Toccata e fuga "Dorica" in re minore.
Entrambi i brani sono stati eseguiti per la prima volta dai Muse nel corso del 2001, durante il tour in promozione al secondo album in studio Origin of Symmetry. Le versioni in studio di Dead Star e di In Your World, sebbene abbiano anticipato la pubblicazione di Hullabaloo Soundtrack, sono esclusive del doppio singolo: infatti, all'interno della raccolta, esse sono incluse soltanto in versione live.

## Promozione
Annunciato dalla rivista NME nell'aprile del 2002, il disco promozionale è stato distribuito alle stazioni radio agli inizi di giugno, durante le sessioni di registrazione del terzo album in studio Absolution. Il doppio singolo fu commercializzato come EP in Giappone e in Francia, paese nel quale fu inserita anche una versione strumentale di Dead Star, rimossa nella seconda pubblicazione.
Nel singolo è inoltre presente la reinterpretazione del brano Can't Take My Eyes Off You, scritto da Bob Crewe e Bob Gaudio ed interpretato nel 1967 da Frankie Valli, ex-frontman del gruppo statunitense The Four Seasons.
Nel 2019 il doppio singolo e le due b-side in studio sono state incluse nel cofanetto Origin of Muse.

## Video musicali

### Dead Star
Il videoclip, diretto da Thomas Kirk e girato nella casa natale di Winston Churchill a Brighton, mostra il trio eseguire il brano all'interno della casa. Alle riprese originali in bianco e nero è stato aggiunto una gradazione di colore blu e un effetto di granulosità resa possibile dall'utilizzo di una telecamera digitale SONY. Le riprese sono tremolanti dato che alcune di esse sono state effettuate con una telecamera piazzata sul ponte della chitarra di Matthew Bellamy.
Un video alternativo mostra l'esecuzione del brano da parte del gruppo visibile nel DVD Hullabaloo: Live at Le Zenith, Paris, ma con l'audio della versione registrata in studio.

### In Your World
Diretto da Matt Askem, il video mostra le riprese dal vivo a Le Zénith di Parigi con la sovraincisione della versione in studio del brano.

## Tracce
Testi e musiche di Matthew Bellamy, eccetto dove indicato.
CD promozionale (Regno Unito), 7" (Regno Unito)
1. Dead Star – 3:39
2. In Your World – 2:36

CD – parte 1 (Benelux) – Dead Star/In Your World
1. Dead Star – 3:42
2. In Your World – 2:36
3. Dead Star (Video) – 3:42

CD – parte 2 (Benelux) – In Your World/Dead Star
1. In Your World – 2:36
2. Dead Star – 3:42
3. Futurism – 3:26
4. Can't Take My Eyes Off You – 3:31 (Bob Crewe, Bob Gaudio) – originariamente interpretata da Frankie Valli
5. In Your World (Video) – 2:36

CD – parte 1 (Regno Unito) – Dead Star/In Your World
1. Dead Star – 3:42
2. In Your World – 2:36
3. Futurism – 3:26
4. Dead Star (Video) – 3:42

CD – parte 2 (Regno Unito) – In Your World/Dead Star
1. In Your World – 2:36
2. Dead Star – 3:42
3. Can't Take My Eyes Off You – 3:31 (Bob Crewe, Bob Gaudio) – originariamente interpretata da Frankie Valli
4. In Your World (Video) – 2:36

CD maxi (Europa), download digitale
1. Dead Star – 3:40
2. In Your World – 2:36
3. Futurism – 3:26
4. Can't Take My Eyes Off You – 3:31 (Bob Crewe, Bob Gaudio) – originariamente interpretata da Frankie Valli

EP (Francia)
1. Dead Star – 3:40
2. In Your World – 2:36
3. Futurism – 3:26
4. Can't Take My Eyes Off You – 3:31 (Bob Crewe, Bob Gaudio) – originariamente interpretata da Frankie Valli
5. Dead Star (Instrumental) – 3:42 – assente nella riedizione
6. Dead Star (Video) – 3:42
7. In Your World (Video) – 2:36

EP (Giappone)
1. Dead Star – 3:40
2. In Your World – 2:36
3. Can't Take My Eyes Off You – 3:31 (Bob Crewe, Bob Gaudio) – originariamente interpretata da Frankie Valli
4. In Your World (Live) – 3:11
5. Dead Star (Live) – 4:10

## Formazione
- Matthew Bellamy – voce, chitarra, tastiera (solo in In Your World)
- Chris Wolstenholme – basso, cori
- Dominic Howard – batteria, percussioni

## Classifiche
| Classifica (2002)          | Posizione massima |
| -------------------------- | ----------------- |
| Francia                    | 76                |
| Paesi Bassi                | 69                |
| Regno Unito                | 13                |
| Regno Unito (rock & metal) | 2                 |